# Resistencia del VIH a los fármacos
La resistencia del VIH a los fármacos se produce cuando la microevolución hace que los viriones se vuelvan tolerantes a los tratamientos antirretrovirales (TAR). El tratamiento antirretroviral puede utilizarse para controlar con éxito la infección por el VIH, pero hay una serie de factores que pueden contribuir a que el virus mute y se vuelva resistente. La resistencia a los fármacos se produce cuando las poblaciones bacterianas o virales evolucionan y dejan de responder a los medicamentos que antes funcionaban. En el caso del VIH, se han reconocido casos de cepas resistentes al tratamiento desde 1989, siendo la resistencia a los medicamentos uno de los principales factores que contribuyen al fracaso del tratamiento. Aunque la incidencia global varía mucho de una región a otra, se ha producido un aumento general de la resistencia a los medicamentos del VIH. Los dos tipos principales de resistencia, la primaria y la inducida, difieren sobre todo en la causa, siendo la mayor causa de resistencia la falta de adherencia a los detalles específicos del tratamiento. Estas cepas del VIH resistentes de nueva creación suponen un problema de salud pública, ya que infectan a un número cada vez mayor de personas porque son más difíciles de tratar y pueden contagiarse a otros individuos. Por este motivo, la reacción ante el creciente número de casos de cepas resistentes del VIH ha sido, sobre todo, intentar aumentar el acceso al tratamiento y aplicar otras medidas para asegurarse de que las personas sigan recibiendo atención médica, así como estudiar el desarrollo de una vacuna o cura para el VIH.

## Mecanismos de resistencia
Se considera que el VIH es resistente cuando ya no responde a los tratamientos conocidos. Dado que en la actualidad no se conoce una cura para el VIH, el objetivo del tratamiento es reducir la carga viral de una persona infectada hasta el punto en que ya no sea detectable para aliviar sus síntomas y reducir el riesgo de infectar a otras personas. La resistencia a los fármacos del VIH plantea un problema porque reduce los posibles medicamentos contra el VIH que una persona puede tomar debido a la resistencia cruzada. En la resistencia cruzada, toda una clase de medicamentos se considera ineficaz para reducir la carga viral del VIH de un paciente porque todos los medicamentos de una clase determinada comparten el mismo mecanismo de acción. Por lo tanto, el desarrollo de resistencia a un medicamento de una clase impide el uso de todos los demás medicamentos de la misma clase. Se puede realizar un análisis de sangre para determinar qué fármacos pueden ser eficaces antes de iniciar el tratamiento o durante el mismo para asegurarse de que no se ha desarrollado resistencia.

### Tipos de resistencia

#### Resistencia inducida
Uno de los dos tipos de resistencia a los medicamentos del VIH es la resistencia inducida. La resistencia inducida se refiere a la resistencia que se produce como resultado del tratamiento farmacológico. El VIH es un retrovirus que se replica rápidamente utilizando la transcriptasa inversa, conocida por su falta de mecanismos de corrección de errores, lo que da lugar a una elevada tasa de mutación. Por lo tanto, las mutaciones que confieren una ventaja selectiva sustancial a la supervivencia del VIH pueden replicarse rápidamente en un individuo, creando una nueva cepa resistente. Estas mutaciones se acumulan a lo largo de las generaciones y en las poblaciones, lo que da lugar a la gran variación genética dentro de las poblaciones del VIH, y a una mayor probabilidad de que un virión desarrolle una ventaja selectiva evolutiva sobre otros viriones. La selección natural actúa entonces sobre el VIH seleccionando los viriones con mayor aptitud, ya que todos los demás acaban siendo eliminados por los tratamientos farmacológicos. Los viriones que son capaces de escapar a los efectos nocivos del fármaco crean entonces una población completamente nueva, resistente a los fármacos. Los viriones seleccionados continúan reproduciéndose hasta que la carga viral del paciente vuelve a los niveles anteriores al tratamiento, creando un ciclo en el que el tratamiento tiene éxito inicialmente en la reducción de la carga viral, pero se vuelve menos eficaz a medida que el virus se vuelve resistente y los niveles de viriones vuelven a aumentar.

#### Resistencia primaria
El otro tipo de resistencia a los medicamentos del VIH es la resistencia primaria. La resistencia primaria se refiere a la resistencia que no se produce como resultado de la terapia antirretroviral. Se cree que algunas cepas del VIH-1 son naturalmente resistentes a los fármacos de la terapia antirretroviral, y que la prevalencia de estas cepas varía en todo el mundo. La resistencia primaria se adquiere cuando la infección inicial de un individuo con el VIH proviene de una cepa ya resistente. Una persona infectada por una cepa resistente comienza su tratamiento con opciones farmacológicas ya limitadas, lo que puede plantear problemas más adelante si desarrolla una resistencia adicional.

### Causas de la resistencia

#### Importancia de la adherencia al régimen de medicamentos
Como se ha descrito anteriormente, las mutaciones se producen como resultado de mutaciones aleatorias que son especialmente frecuentes en el VIH debido a elementos característicos del proceso de reproducción viral, concretamente el uso de la transcriptasa inversa. Se han identificado varios mecanismos de resistencia, entre ellos las mutaciones que bloquean la incorporación de nucleósidos, una clase de fármacos del VIH, en el ADN viral. Una de las causas conocidas de la resistencia a los fármacos del VIH es la falta de adherencia al régimen farmacológico prescrito. Los bajos niveles de adherencia pueden atribuirse a la falta de acceso a la atención sanitaria, a la estigmatización del VIH y a la falta de disponibilidad de los medicamentos debido a su coste prohibitivo o a otros factores. Saltarse las dosis de medicación o tomarlas con retraso supone un problema importante porque puede permitir que el virus vuelva a replicarse en el organismo. Una adherencia adecuada también reduce en gran medida el riesgo de propagación del virus, mejorando así la salud pública general y reduciendo el gasto sanitario. Se sabe que algunos fármacos tienen una menor incidencia de resistencia y pueden ser preferibles para las personas que se sabe que tienen dificultades para adherirse a una rutina de medicamentos, pero estos beneficios tienen que sopesarse con los posibles riesgos, incluida la gravedad de los efectos secundarios.

## Posibles efectos limitados de los fármacos actuales
En 2004, un estudio estimó que el porcentaje de la población seropositiva estadounidense con alguna forma de resistencia a los medicamentos era del 76,3%. Un estudio más reciente realizado en Corea del Sur estimó que el 50% de su población seropositiva tenía cepas resistentes a múltiples fármacos del VIH, mientras que el 10% tenía cepas resistentes a múltiples clases. Las cepas multirresistentes suponen un problema mayor porque cada clase incluye muchos fármacos, y eliminar el uso de toda una clase de fármacos limita gravemente las opciones de tratamiento. Estos estudios indican que la incidencia de la resistencia varía mucho en función de la ubicación geográfica. 
En su informe de 2017 sobre la farmacorresistencia del VIH, la Organización Mundial de la Salud realizó encuestas en 14 países para estimar la prevalencia de la resistencia a los medicamentos contra el VIH. Un subgrupo incluyó solo a pacientes seropositivos que acababan de iniciar la terapia antirretroviral para evaluar la prevalencia de la resistencia a los medicamentos del VIH en pacientes sin tratamiento, lo que se considera "resistencia a los medicamentos antes del tratamiento". La resistencia a los Inhibidores de la transcriptasa inversa (NNRTIs, por sus siglas en inglés) en esta población de pacientes osciló entre el 2,7% (en Myanmar) y el 15,9% (en Uganda). La resistencia a los inhibidores de la proteasa osciló entre el 0,3% (en Camerún y Myanmar) y el 2,6% (en México).

## Problemas de tratamiento contemporáneos
La opinión médica y científica actual es mixta en cuanto a los métodos de tratamiento más eficaces, pero se centra en los cócteles de medicamentos y en la importancia de los regímenes de primera línea. La Organización Mundial de la Salud aboga por un enfoque de salud pública para el tratamiento del VIH con el fin de que el tratamiento sea uniforme y esté disponible para los pacientes de todo el mundo. A partir de julio de 2017, la OMS está aplicando el Plan de Acción Mundial sobre la Farmacorresistencia del VIH 2017-2021. Se trata de una iniciativa de cinco años de duración que pretende ayudar a los países de todo el mundo a gestionar la farmacorresistencia del VIH.
Entre los métodos de tratamiento, la Organización Mundial de la Salud reconoce la importancia del éxito de los tratamientos de primera línea. Se sabe que los tratamientos de primera línea afectan a la futura respuesta del virus a otros tratamientos, por lo que la eficacia de los tratamientos de primera línea es una cuestión de vital importancia. Los tratamientos más exitosos son las combinaciones de tres fármacos utilizados simultáneamente, ya que esto reduce en gran medida la probabilidad de que el virus desarrolle resistencia.

### Uso de la terapia antirretroviral en los países en desarrollo
Poco después del advenimiento de la terapia antirretroviral, hubo mucha controversia sobre cómo hacer que los medicamentos fuesen accesibles para el mundo en desarrollo en los países donde la enfermedad estaba más extendida. Debido al estricto régimen que debía seguirse para tomar los medicamentos, los críticos dudaban en distribuir los medicamentos en países de escasos recursos donde les preocupaba que los pacientes no quisieran o no pudiesen seguir el régimen. Sin embargo, los estudios que compararon las tasas de cumplimiento del régimen de medicamentos entre países de ingresos altos y bajos mostraron que las personas en países de bajos ingresos no tenían menos probabilidades de seguir correctamente las instrucciones de los medicamentos. En un estudio, se encontró que el 77 % de los pacientes africanos cumplían con el estándar de adherencia, en comparación con solo el 55 % de los pacientes norteamericanos estudiados. Estas altas tasas de adherencia en países de escasos recursos pueden atribuirse al éxito de enfoques comunitarios como la Iniciativa de Equidad en VIH en Haití, que empleó a trabajadores locales y los capacitó sobre cómo distribuir medicamentos para el VIH de manera segura, así como programas como ese. en Brasil, en el que los medicamentos genéricos se pueden producir en masa y distribuir a bajo costo o sin costo alguno.

### Pasos futuros para controlar la resistencia del VIH
El número de personas con cepas resistentes del VIH está aumentando, lo que convierte el asunto en un problema más acuciante para los responsables de la atención sanitaria. Si las tendencias actuales se mantienen, las tasas de infección aumentarán, al igual que el gasto público en VIH/SIDA. La resistencia a los fármacos del VIH también tiene el potencial de interrumpir los progresos realizados en la lucha mundial contra el sida, como el objetivo "90-90-90" de diagnosticar el 90% de los casos, proporcionar tratamiento al 90% de las personas infectadas y suprimir con éxito la carga viral en el 90% de las personas tratadas. Se están investigando y produciendo constantemente nuevas clases de medicamentos para ayudar a resolver el problema de la resistencia, así como para tratar de aliviar los elevados costes asociados al tratamiento del VIH. Sin embargo, ONUSIDA considera que el problema está actualmente bajo control, ya que el tratamiento antirretroviral es eficaz para la mayoría de los pacientes. En cambio, apoyan la investigación para desarrollar una vacuna o una cura como algo más importante para la misión de reducir la propagación del sida.